# Heterobathmie
Heterobathmie (Verschiedenstufigkeit) bezeichnet in der Evolutionsforschung das gleichzeitige Auftreten von ursprünglichen (plesiomorphen) und abgeleiteten (apomorphen) Merkmalen innerhalb derselben Sippe bzw. am gleichen Organismus. Dies kann aufgrund der unterschiedlichen Evolutionsgeschwindigkeit der einzelnen Merkmale auftreten. Der Begriff wurde 1959 von dem Botaniker Armen Tachtadschjan geprägt. 
Heterobathmie wird erklärt durch das Konzept der Mosaikevolution. Sie sagt voraus, dass spezifische Merkmale desselben Organismus bei der kladistischen Analyse des systematischen Verwandtschaftsverhältnisse, in Bezug auf eine evolutionäre Stammform, abgeleitet (spezialisiert, ungenau oft „höherentwickelt“) oder wenig verändert (ungenau oft „primitiv“ oder „basal“) sein können, je nachdem, welches Merkmal man betrachtet. Reale Organismen sind also nicht primitiv oder höherentwickelt, sondern sie besitzen in der Regel in bestimmten Bereichen abgeleitete Merkmale, während andere Merkmale desselben Organismus „primitiv“ sein können. Bezogen auf dieselben Merkmale, können diese Verhältnisse bei einem anderen, verwandten Organismus gerade vertauscht sein. Ein Organismus, der einzelne, gegenüber der evolutionären Stammform wenig veränderte „primitive“ Merkmale aufweist, sollte also nicht als Modell für den ursprünglichen Zustand verwendet werden. In der Praxis kann jeder lebende Organismus also als eine Mosaikform aufgefasst werden. Heterobathmie führt dazu, dass evolutionäre Stammbäume, die nur aufgrund einer schmalen Merkmalsbasis aufgestellt werden, beispielsweise Stammbäume der Blütenpflanzen allein aufgrund von Merkmalen der Blüte, oft die Verhältnisse falsch wiedergeben.